# North American FJ-1 Fury
North American FJ-1 Fury byl americký jednomotorový jednomístný stíhací letoun vyvinutý pro americké námořnictvo jako NA-134. FJ-1 byl přechodný proudový letoun, který měl podobné ocasní plochy, křídlo a překryt kabiny jako pístový letoun P-51D Mustang. Konstrukce se šípovým křídlem se stala základem pro prototyp XP-86 - původně navržený s velmi podobným přímým křídlem jako FJ-1. F-86 Sabre byl nakonec vlivný letoun, který posloužil jako základ pro palubní letoun North American FJ-2/-3 Fury. Letoun FJ-1 nějakého výraznějšího úspěchu nedosáhl.

## Vznik a vývoj

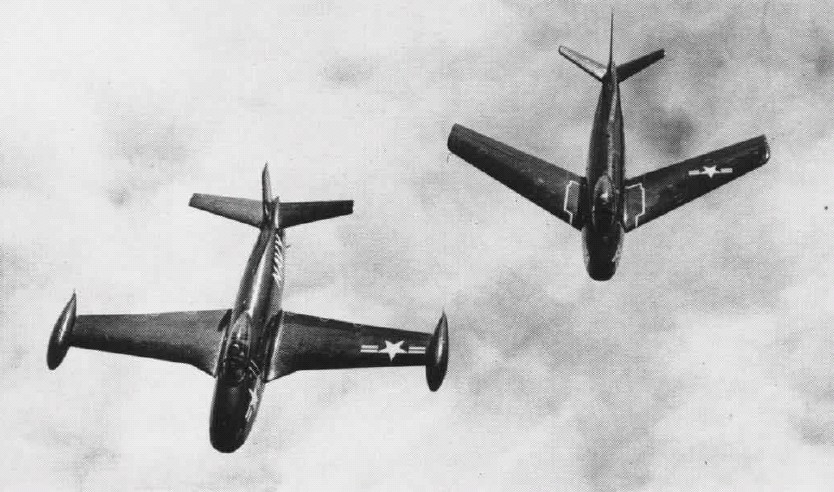
FJ-1 a FJ-2 v roce 1952

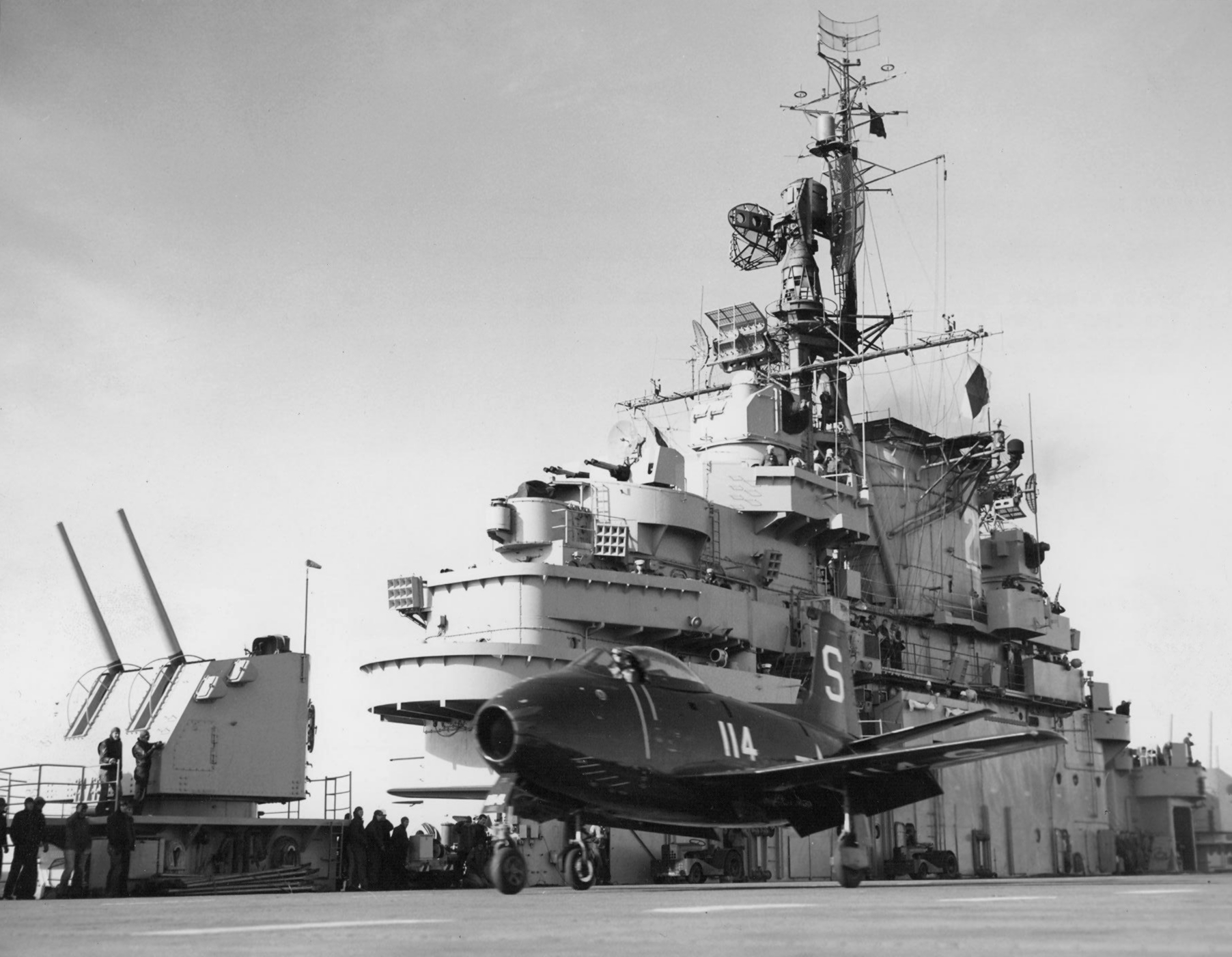
FJ-1 Fury na palubě USS Boxer v březnu 1948

Na konci roku 1944 a začátkem roku 1945 americké námořnictvo objednalo čtyři proudové bojové letouny: Vought XF6U-1 Pirate, McDonnell XFD-1 Phantom, McDonnell XF2D-1 Banshee a North American XFJ-1 Fury. Doufalo se, že tyto stíhačky budou k dispozici včas pro invazi do Japonska, která se měla uskutečnit v květnu 1946.
První ze tří objednaných prototypů XFJ-1 byl dokončen v lednu 1946. Motor pro tento stroj byl ale připraven až v červnu, a proto pozemní zkoušky začaly až koncem července. Letadlo nakonec vzlétlo 11. září 1946 a pilotoval ho Wallace Lien. Druhé z těchto letadel se dostalo do vzduchu v říjnu 1946 a třetí v únoru 1947. Po ukončení testování byly všechny tři stroje v září 1947 předány námořnictvu.
Mezitím americké námořnictvo objednalo v květnu 1945 sériovou výrobu stovky těchto stíhaček, které dostaly název FJ-1. Nakonec ale sjelo z výrobních linek v Inglewoodu pouze třicet z nich. První sériově vyrobené letadlo FJ-1 získalo americké námořnictvo 5. října 1947 a dodávky pokračovaly do 30. dubna 1948.
Jedinou letkou amerického námořnictva, která získala FJ-1, byla VF-5A dislokována na North Islandu nedaleko San Diega. Začala se formovat 15. listopadu 1947 a nakonec se skládala ze 24 strojů tohoto typu. Úkolem VF-5A, spolu s letkou VF-17, která létala se stroji Phantom FH-1, bylo, aby prokázaly vhodnost proudových letadel pro námořní operace. Obě jednotky proto spustily program, v jehož rámci simulovaly přistání na palubě letadlové lodi, jejíž silueta byla namalovaná na dráze na North Islandu. První skutečné přistání na palubě lodi USS Boxer uskutečnil 16. března 1948 Pete Aurand. Aurandovi se následně z USS Boxer podařilo vzlétnout bez pomoci katapultů, ale slabý výkon motoru se ukázal být příliš velkým rizikem. Asistence katapultu tak byla považována za povinnou pro operace FJ-1 z palub letadlových lodi.
Dalším nedostatkem FJ-1 byl podvozek letadla, který pro operace z letadlové lodi nebyl příliš vhodný. V srpnu 1948 pilot jedné FJ-1 přistával na palubě USS Princeton a během poměrně tvrdého přistání se zlomilo celé levé křídlo a letadlo přepadlo přes palubu. O necelý rok později, v květnu 1949, se začalo s postupným vyřazováním FJ-1, přičemž je nahradil Panter F9F-3. Letadla FJ-1 byla následně přesunuta k rezervním jednotkám, kde sloužily do července 1953.

## Konstrukce

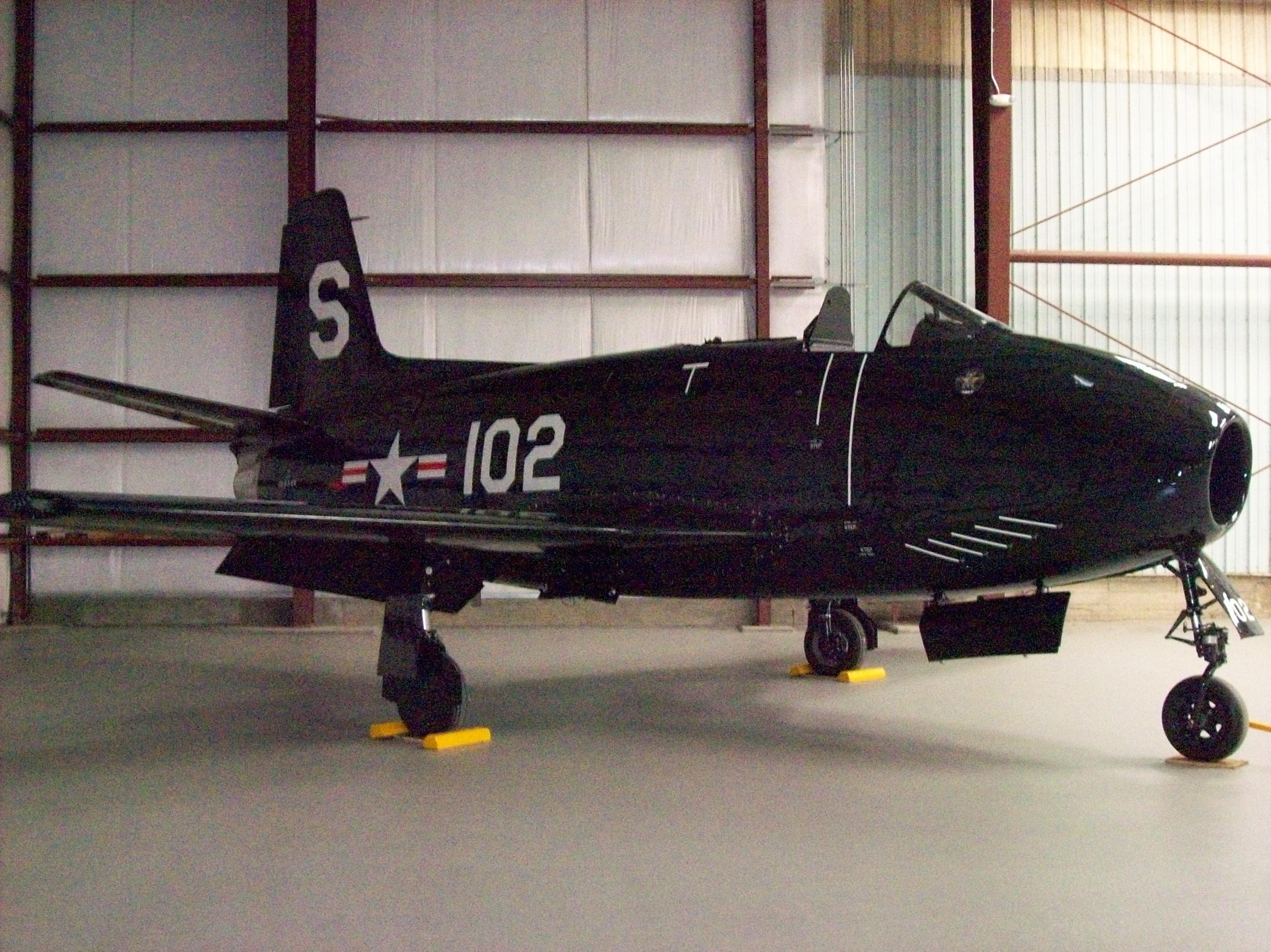
FJ-1 Fury (sériové číslo 120349) v Yanks Air Museum

FJ-1 Fury byl dolnoplošník s přímým křídlem. Rozpětí bylo 11,63 m a přesto, že šlo o palubní letadlo, nedalo se složit. Pohon zajišťoval proudový motor Allison J35-A-2 s axiálním kompresorem o tahu 17,8 kN. Letadlo dosahovalo maximální rychlosti 880 km/h. Na konce křídel mohly být připevněny kapkovité palivové nádrže, které prodloužily dolet na 2407 km. Výzbroj se skládala ze šesti kulometů M2 Browning ráže 12,7 mm.

## Uživatelé
- USA - americké námořnictvo

## Dochované letouny
- FJ-1 (120349) – Yanks Air Museum, Chino, Kalifornie
- FJ-1 (120351) – National Air and Space Museum, Washington, D.C.

## Specifikace

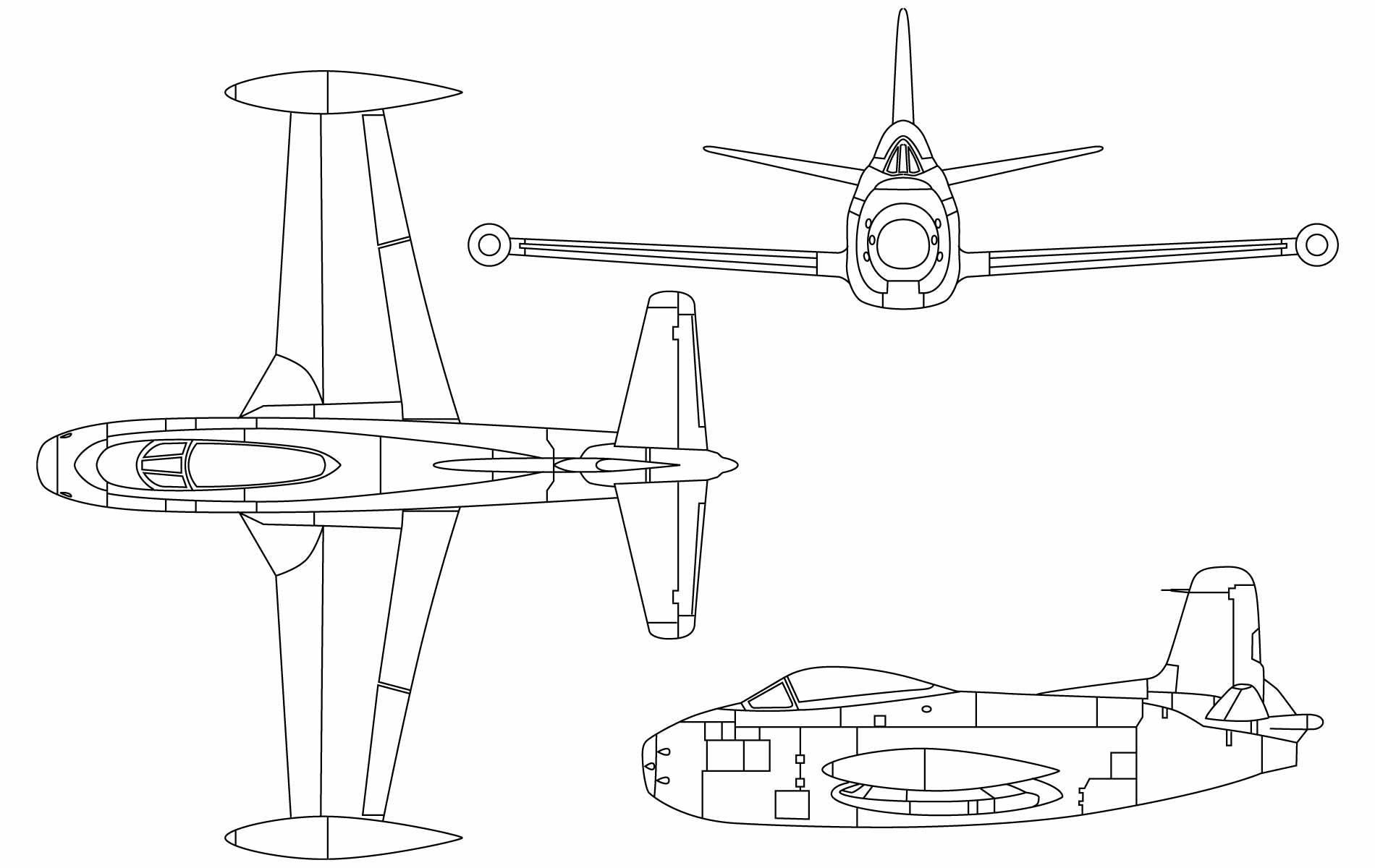
Třípohledový nákres

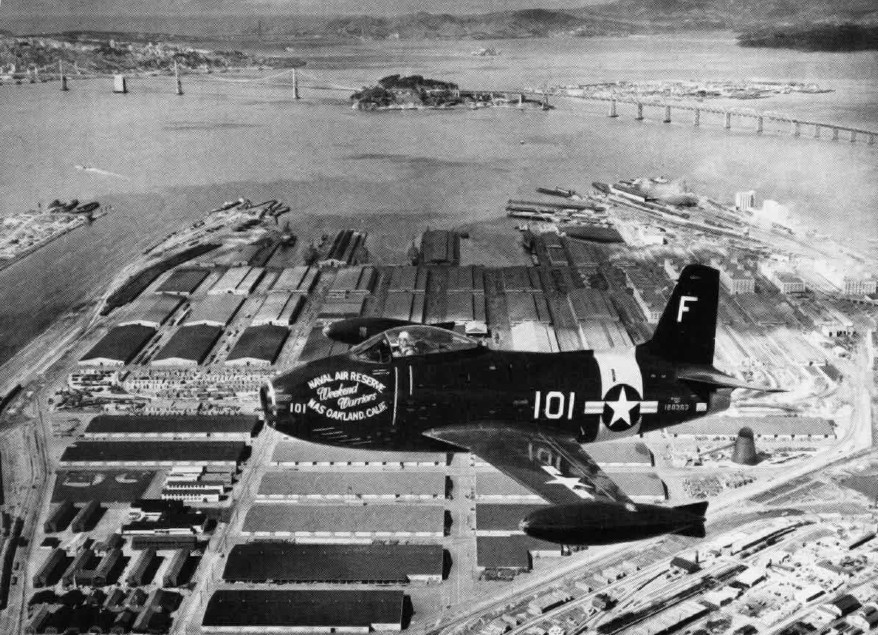
FJ-1 Fury s externími palivovými nádržemi na koncích křídel

### Technické údaje
- Posádka: 1
- Délka: 10,48 m
- Rozpětí: 11,63 m
- Výška: 4,52 m
- Nosná plocha : 20,5 m²
- Hmotnost (prázdný): 4 010 kg
- Vzletová hmotnost: 6 854 kg
- Pohonná jednotka: 1 × proudový motor Allison J35-A-2 o tahu 17,8 kN

### Výkony
- Maximální rychlost: 880 km/h
- Maximální dolet: 2407 km s externími palivovými nádržemi na koncích křídel
- Dostup: 9 753 m
- Stoupavost: 16,7 m/s
- Poměr tah/hmotnost: 0,38

### Výzbroj
- 6 × kulomet M2 Browning ráže 12,7 mm